# Walcha (ort)
Walcha är en ort i Australien. Den ligger i regionen Walcha och delstaten New South Wales, i den sydöstra delen av landet, omkring 320 kilometer norr om delstatshuvudstaden Sydney. Walcha ligger 1 047 meter över havet och antalet invånare är 1 623.
Trakten runt Walcha är nära nog obefolkad, med mindre än två invånare per kvadratkilometer.. Det finns inga andra samhällen i närheten.
Trakten runt Walcha består i huvudsak av gräsmarker. Genomsnittlig årsnederbörd är 1 518 millimeter. Den regnigaste månaden är februari, med i genomsnitt 280 mm nederbörd, och den torraste är oktober, med 27 mm nederbörd.